# Kimiko Yoshida
Kimiko Yoshida (Japón, 1963) es una artista contemporánea japonesa.

## Biografía
Estudió literatura en la Universidad de Chūō (Tokio,1986), fotografía en el Colegio de Fotografía de Tokio, en la Escuela Nacional Superior de Fotografía (Arlés) y en el Estudio Nacional de Artes Contemporáneas (Tourcoing, 1999). Su obra se ha expuesto en Estados Unidos, Japón, Canadá, Bélgica y Dubái. Finalmente, asentó su residencia en París donde inició su carrera desde una postura feminista contra los estereotipos de género.

## Estilo artístico
Su obra se compone de imágenes frontales que forman alegorías de diosas, musas, reinas o novias de diferentes culturas del mundo.Sus fotografías, vídeos e instalaciones muestran una y otra vez su propio rostro transformado en diferentes mujeres; y en ellas aborda temáticas como la desaparición, la identidad y la muerte.
Además, se caracterizan porque involucran su rostro (construido) y el torso, un objeto parecido a una máscara, velo o tocado y maquillaje al estilo doran para cubrir su rostro, como una metáfora de distanciamiento. Utiliza contrastes cromáticos y lumínicos para resaltar, o neutralizar, rasgos y siluetas para cuestionar la identidad femenina e indagar sobre el papel de la nacionalidad, la cultura y explora la etnicidad oriental y africana. Sus influencias van desde la pintura barroca veneciana, la moda y la vida moderna, hasta diversas culturas y mitologías.

## Obras
Entre sus obras se encuentran:
- La novia de Mao (2009)
- Warhol (2010)
- La novia de Guernica (2006)
- Roja guardia roja (2006)

## Exposiciones
Kimiko Yoshida cuenta con una gran cantidad de exposiciones individuales en museos, galerías y festivales, entre los cuales se encuentran:
- Paramount Pictures Studios (Los Angeles)
- Maison de la Photographie (París)
- Venice in a Bottle (Venecia)
- Festival Internacional de la Imagen (Pachuca)
- Galerie Tanit (Beirut)
- Katara Arts Center (Doha)
- Grand Palais (Paris)
- Musée du Pavillon de Vendôme-Dobler (Aix-en-Provence)
- Festival a-part (Les Baux-de-Provence)
- New York Photo Festival (Nueva York)
- Dalí International Photography Festival (Yunnan)
- The Solo Project (Basel)
- Ruarts Gallery (Moscú)
- Modemuseum Hasselt (Hasselt)
- The Israel Museum (Jerusalén)
- PHotoEspaña (Madrid)
- Musée de la Mode (Hasselt)